# Nicole Bilderback
Nicole Bilderback (Seul, 10 de junho de 1975) é uma atriz norte-americana, conhecida por participar dos seriados Dark Angel e Dawson's Creek. Ela também participou do seriado Buffy the Vampire Slayer.

## Filmografia
| Ano  | Nome                       | Personagens            | Notas                                      |
| ---- | -------------------------- | ---------------------- | ------------------------------------------ |
| 1995 | Clueless                   | Summer                 |                                            |
| 1998 | Can't Hardly Wait          | Ready to Have Sex Girl |                                            |
| 2000 | Bring It On                | Whitney                |                                            |
| 2000 | Dark Angel                 | Brin                   | 4 episódios                                |
| 2001 | Dawson's Creek             | Heather Tracy          | 5 episódios                                |
| 2004 | The Plight of Clownana     | Katie Rosenbaum        | Curta-metragem                             |
| 2005 | Cruel World                | Miko                   |                                            |
| 2005 | Bad Girls From Valley High | Tiffany                |                                            |
| 2005 | House MD                   | Tiffany                |                                            |
| 2005 | Without a Trace            | Wendy Kim              | 1 episódio: Honor Bound (4.05)             |
| 2006 | Heroes                     | Ms. Sakamoto           | 2 episódios: Hiros (1.05) Collision (1.06) |
| 2007 | Hidden Palms               | Blair Meadows          | 1 episódio: Pilot (1.01)                   |
| 2008 | Cold Case                  | Nikki Sun              | 1 episódio: Triple Threat (6.08)           |
| 2009 | The New Twenty             | Julie Kim              |                                            |